# Saint-Privat-la-Montagne
Saint-Privat-la-Montagne es una comuna francesa situada en el departamento de Mosela, en la región de Gran Este.

## Demografía
| 1109 | 1105 | 1195 | 1297 | 1398 | 1374 | 1897 |
| Para los censos de 1962 a 1999 la población legal corresponde a la población sin duplicidades (Fuente: INSEE [Consultar]) |      |      |      |      |      |      |